# 史𡎊

史𡎊（？—？），號鎔古，北直隸保定府清苑縣人，明朝政治人物。

## 生平
天啟元年（1621年）辛酉科順天鄉試第三名舉人，二年（1622年）中式壬戌科會試第二百四十一名，三甲第二十六名進士。工部觀政，授西安府推官，四年（1624年）及七年（1627年）任陝西鄉試同考官，崇禎元年（1628年）考選，授福建道監察御史，不久養病。二年（1629年）起補山西道監察御史，三年（1630年）巡視南城，管理皇城，同年巡按淮揚，六年（1633年）管理京營，七年（1634年）加俸一級，八年（1634年）升大理寺右寺丞，九年（1635年）升大理寺左寺丞，升右通政，十年（1636年）升太僕寺少卿，丁憂革職。
《明史》載史𡎊任御史時無品行，善結納宦官，為吏部尚書王永光死黨。巡按淮揚期間，侵佔庫中贓罰銀兩十餘萬。攝巡視兩淮鹽政期間，侵吞前任巡鹽御史張錫命所存庫銀二十一萬。及以太僕寺少卿家居，檢討楊士聰彈劾吏部尚書田唯嘉收受周汝弼八千賄賂任延綏巡撫，史𡎊參與其中，又揭發史𡎊搜刮鹽課之事。史𡎊得旨自辯，於是功訐楊士聰，鹽課之事則請敕淮揚監督宦官楊顯名核奏。不久，張錫命之子張沆、給事中劉焜芳再次彈劾史𡎊侵佔有據，又揭發其勒索富人于承祖萬金之事。事發，史𡎊則遣家人重金賄賂，圖謀改舊籍。崇禎帝怒，將史𡎊革職。史𡎊緊急攜帶巨金入都，求助薛國觀。商議之後，即上疏攻劉焜芳及其弟劉炳芳、劉煒芳。及楊顯名核疏上，力為史𡎊辯解，只有六萬兩無法抵賴，史𡎊下獄。會有兵事，獄久不結，死於獄中。京師人傳言史𡎊所貪巨資皆為薛國觀所有，並有家人為證。薛國觀盡力辯解，稱史𡎊為黨人搆陷，崇禎帝不聽。